# Charles de Saint-André
Pour les articles homonymes, voir Houben.
Jean-André Houben, en religion Charles de Saint-André, né le 11 décembre 1821 à Munstergeleen (Pays-Bas) et mort le 5 janvier 1893 à Dublin (Irlande), est un prêtre néerlandais membre de la congrégation de la Passion de Jésus-Christ. Il passe presque toute sa vie sacerdotale en Irlande où il se consacre particulièrement à la direction spirituelle des fidèles par la confession.
Il est canonisé le 3 juin 2007 par Benoît XVI et est fêté le 5 janvier de chaque année.

## Biographie
Né en 1821 dans une famille catholique, Jean-André Houben est le quatrième enfant d'une fratrie de dix. Ses parents, Peter Joseph Houben et Johanna Elisabeth Luyten (ép. Houben), sont meuniers de profession. Dès l'enfance il manifeste le désir de devenir prêtre.
Il fait sa première communion le 26 avril 1835 et reçoit le sacrement de la confirmation le 28 juin de la même année
En mars 1840, il est appelé pour faire son service militaire. En 1841 par l'intermédiaire d’un compagnon d’armes il rencontre les pères de la congrégation de la Passion de Jésus-Christ et à la fin de son service militaire il demande à y être admis. Sa demande est acceptée par le bienheureux Dominique Barberi. Le 5 novembre 1845 il commence son noviciat. En décembre 1845 il prend pour nom religieux « Charles de Saint-André ». Le 21 décembre 1850 il est ordonné prêtre par Gaspard-Joseph Labis évêque de Tournai.

En 1849 le supérieur provincial Dominique Barberi lors d'une visite à Ere  remarque les qualités spirituelles de Charles et décide de l'envoyer en Angleterre où la congrégation a fondé trois couvents. Il y travaille de 1850 à 1856 et y fait la connaissace de Georges Spencer. En 1856 il transféré dans la paroissse de Mount Argus à Dublin (Irlande). Rapidement le couvent et son église se montrent trop petits pour pouvoir accueillir tous les fidèles. Il est décidé de construire un nouveau bâtiment. Le supérieur choisit Charles pour parcourir l’Irlande pour queter les fonds nécessaires à la construction d'un nouvel édifice. Charles transforme cette demande de fonds, qui durera plusieurs années, en un apostolat dédié à la miséricorde divine (pour les malades en particulier). Sa bénédiction opère, disent les gens, des miracles de guérisons pour les malades. Ainsi il commence à être connu et aimé du peuple irlandais, qui le surnomme « le Père Charles de mont Argus ». Sa mission connaît un grand succès ; et la nouvelle retraite passioniste est inaugurée en 1863.

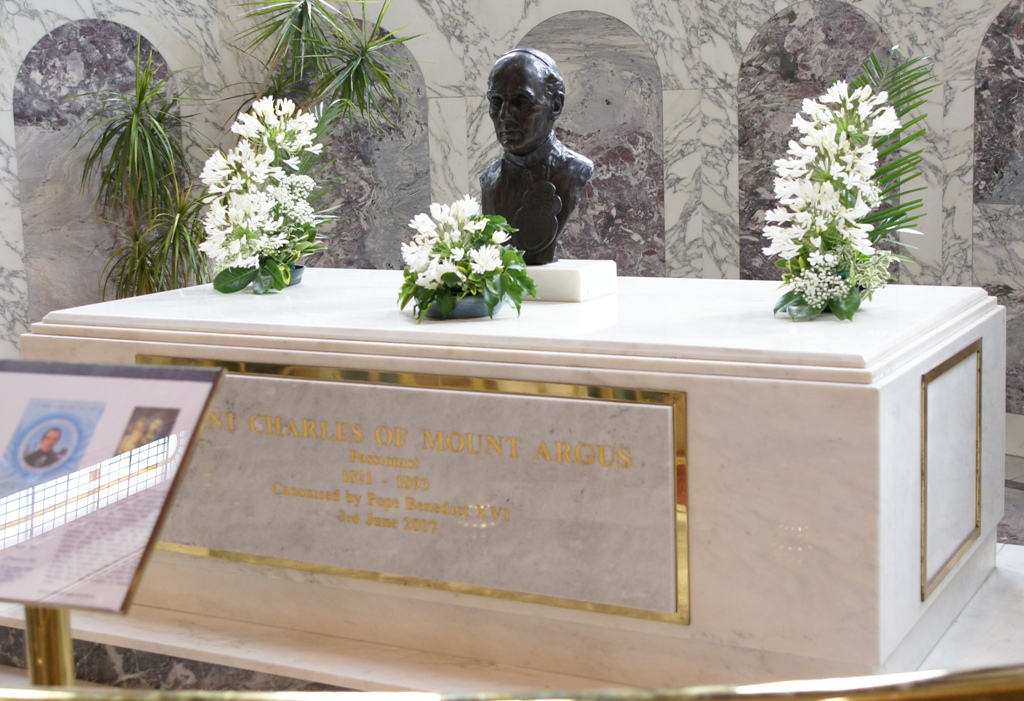
Tombe de Charles de Saint-André au sein de la paroisse de Mount Argus (Irlande).

À partir de ce moment, de nombreuses personnes viennent frapper à la porte de la retraite du mont Argus pour réclamer la prière de Charles. Pendant plusieurs années les témoins voient une moyenne quotidienne de 300 personnes venir au mont Argus pour recevoir une bénédiction de Charles. Il bénissait avec de l'eau bénite avec une relique de saint Paul de la Croix (fondateur des passionistes).
À cause de cette réputation de sainteté il est transféré en Angleterre en 1866 (dans les couvents de Broadway, de Sutton et de Londres) pour qu'il puisse bénéficier d'un peu de tranquillité. Il revient à Dublin en 1874, où il demeure jusqu'à sa mort le 5 janvier 1893.
Il est béatifié le 16 octobre 1988 par Jean-Paul II et canonisé par Benoît XVI à Rome le 3 juin 2007.

La paroisse de Mount Argus à Dublin (Irlande) habrite la tombe de Charles de Saint-André. La paroisse célèbre tous les samedis matins un chapelet et une bénédiction avec une relique de ce dernier. Un jubilé  a été organisé du 11 décembre 2021 au 5 janvier 2023 au sein de la paroisse.

### Article
- Parole et Prière, numéro 67, janvier 2016, page 68
- 3 juin 2007 : canonisation des bienheureux Georges Preca, Simon de Lipnicy, Charles de Saint-André Houven et Marie-Eugénie de Jésus Milleret, homélie de Benoît XVI, site du Vatican
- (en) Site consacré à saint Charles Houben